# Toledo Airport
Toledo Airport är en flygplats i Brasilien.   Den ligger i kommunen Toledo och delstaten Paraná, i den södra delen av landet, 1 200 km sydväst om huvudstaden Brasília. Toledo Airport ligger 558 meter över havet.
Terrängen runt Toledo Airport är platt. Närmaste större samhälle är Toledo, 5,5 km sydväst om Toledo Airport.
Trakten runt Toledo Airport består till största delen av jordbruksmark. Runt Toledo Airport är det ganska tätbefolkat, med 129 invånare per kvadratkilometer.